# روبرت هايت (فنان)
روبرت هايت (بالإنجليزية: Robert Hite)‏ هو فنان أمريكي، ولد في 2 أغسطس 1956 في ريتشموند في الولايات المتحدة.